# Ammophila barbara
Ammophila barbara es una especie de avispa del género Ammophila, familia Sphecidae.

## Taxonomía
Fue descrito por primera vez en 1845 por Lepeletier de Saint Fargeau. 